# 楠元駅

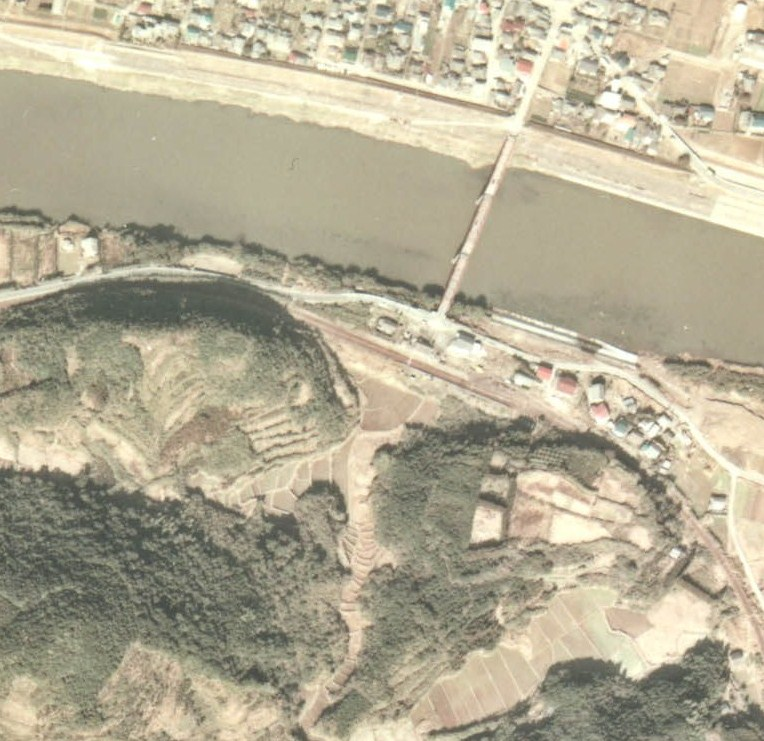
中央部に位置するのが楠元駅、北方の河川は川内川。

楠元駅（くすもとえき）は、かつて鹿児島県川内市（現・薩摩川内市）楠元町に設置されていた、日本国有鉄道（国鉄）宮之城線の駅（廃駅）である。
1987年（昭和62年）1月10日、宮之城線の廃止に伴い廃駅となった。

## 歴史
- 1924年（大正13年）10月20日：川内町 - 樋脇間開業に伴い、設置[2]。
- 1961年（昭和36年）9月1日：貨物取扱廃止[1]。
- 1983年（昭和58年）3月14日：荷物扱い廃止[1]。
- 1987年（昭和62年）1月10日：宮之城線の全線廃止に伴い、廃駅となる[1]。

## 駅構造
相対式ホーム2面2線を有する駅。廃止まで列車交換が行われていたため、駅員が配置されていた。

### のりば
| のりば | 路線      | 方向 | 行先               |
| ------ | --------- | ---- | ------------------ |
| 1      | ■宮之城線 | 上り | 樋脇・薩摩大口方面 |
| 2      | ■宮之城線 | 下り | 川内方面           |

## 現状
現在は鉄道記念公園（旧駅舎を市道建設の際に移転したもの）となっており、公園内には小規模な広場と木造駅舎・転轍器・腕木式信号機・車輪を展示するスペースがある。以前は駅名標も展示していたが、撤去された。
同公園の広場では毎月第二日曜に町おこしの一環として「あさひ元気市」が開催されている。川内川対岸の東郷町斧渕には「楠元駅前」停留所があったが（2011年〈平成23年〉時点）、後に廃止となったため現存しない。近隣には薩摩川内市が運行する市内横断シャトルバスの「楠元」停留所がある。

## 隣の駅
日本国有鉄道
宮之城線
薩摩白浜駅 - 楠元駅 - 吉野山駅